# Eder Heide
De Eder Heide is een heidegebied bij Ede dat wordt afgewisseld met bos.
Het heidegebied wordt van de Ginkelse Heide gescheiden door de Verlengde Arnhemseweg (N224). Aan de noordkant grenst de Eder Heide aan de Driesprong. De heide wordt doorkruist door de Hessenweg, de Kreelseweg en de Koeweg. Langs de noord- en oostkant ligt de landbouwenclave 'De Hindekamp'. Hier liggen ook drie vennen: de Kreelse Plas, de Plas van Gent en de Heidebloem. Aan de oostzijde staat aan de Groot Ginkelseweg een bezoekerscentrum.
Op de Eder Heide ligt de Drieberg. Dit is een heuvel waarop vijf prehistorische grafheuvels liggen. Tijdens de Eerste Wereldoorlog was op de Eder Heide een Belgisch vluchtelingenkamp gevestigd. Het Belgenmonument ter plekke herinnert daaraan. Langs de heide staan twee schaapskooien naast elkaar. De oude monumentale schaapskooi 'De Kreel' is een rijksmonument, ernaast staat een grote nieuwe kooi.
Op 4 april 2025 woedde een grote natuurbrand op de Eder Heide, waar een militaire oefening plaatsvond. Door een afgeschoten rookgranaat vatte de droge begroeiing vlam, mede door de harde wind was de bestrijding van het vuur moeilijk. Er brandde zo'n 76 hectare heide met vooral veel verdroogd pijpenstrootje af.

## Afbeeldingen

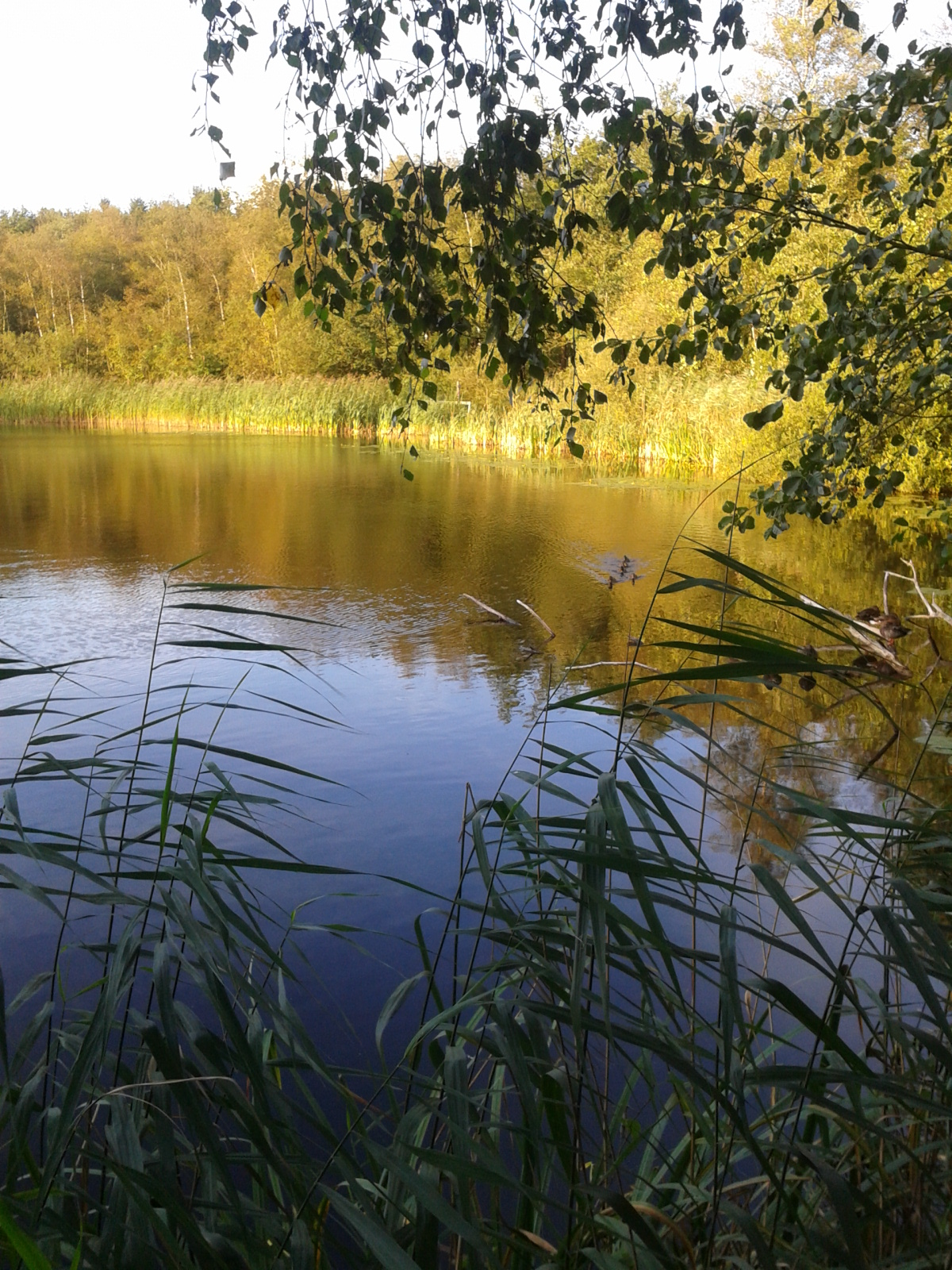
Kreelse Plas
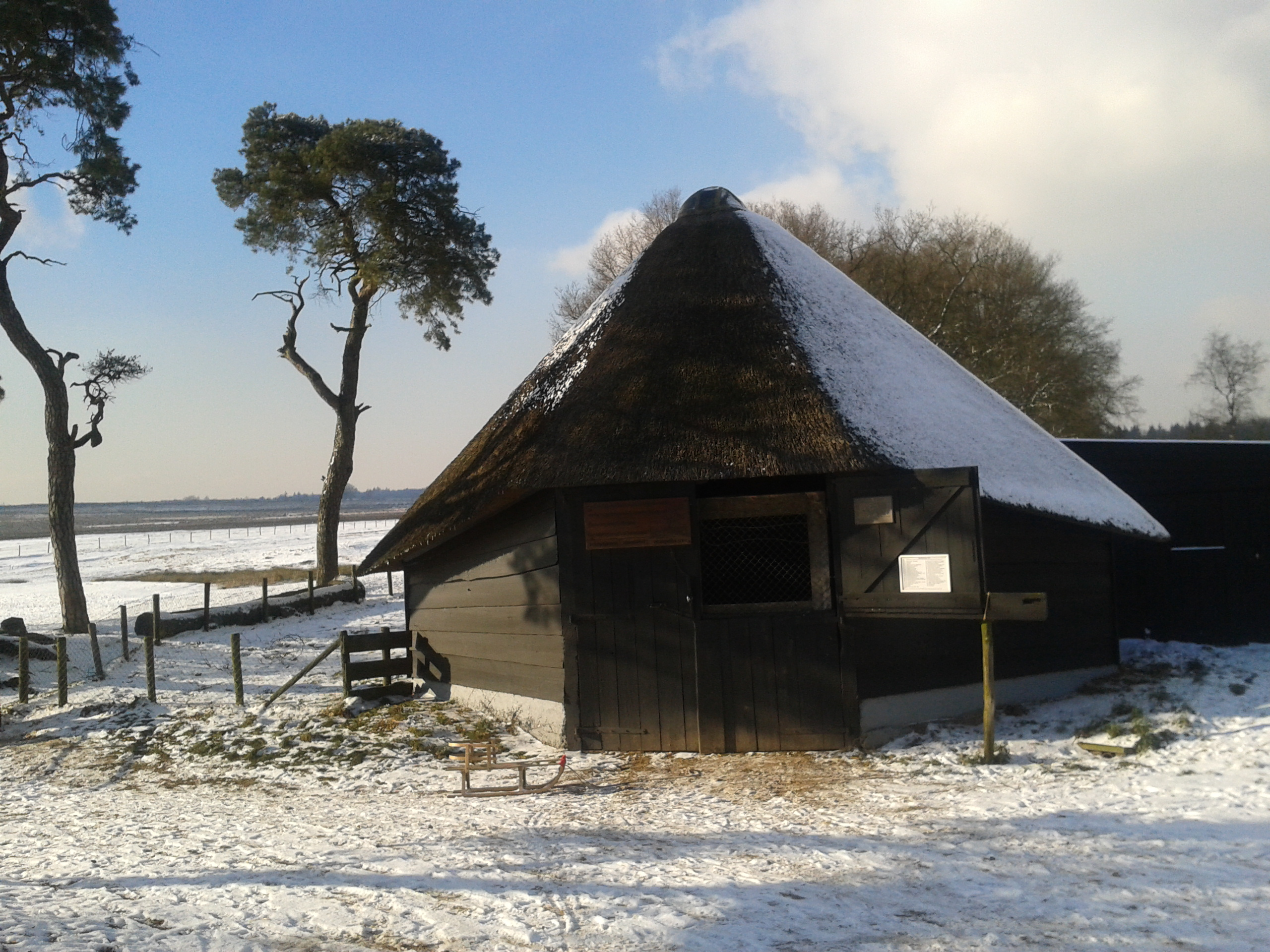
Schaapskooi De Kreel
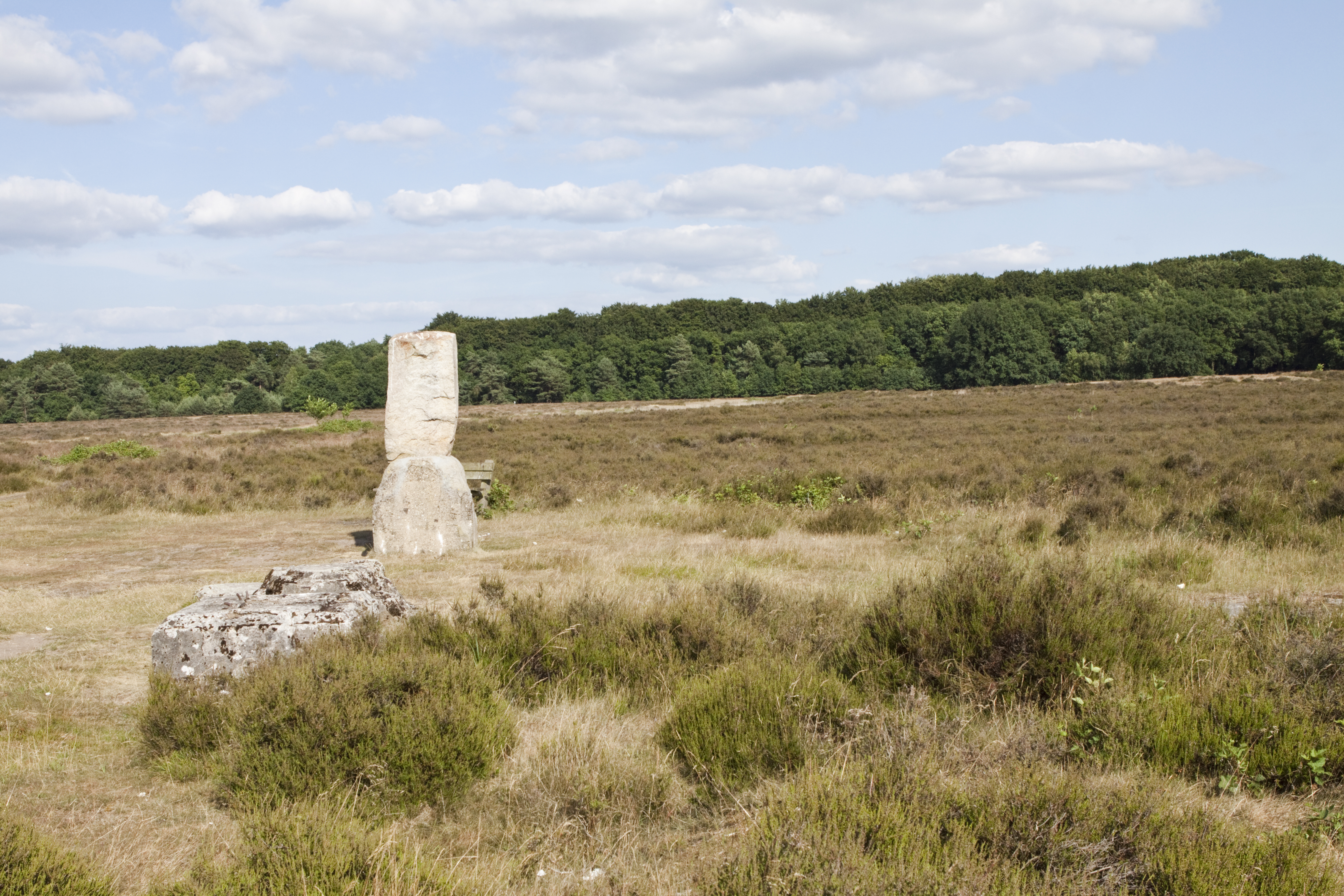
Belgenmonument
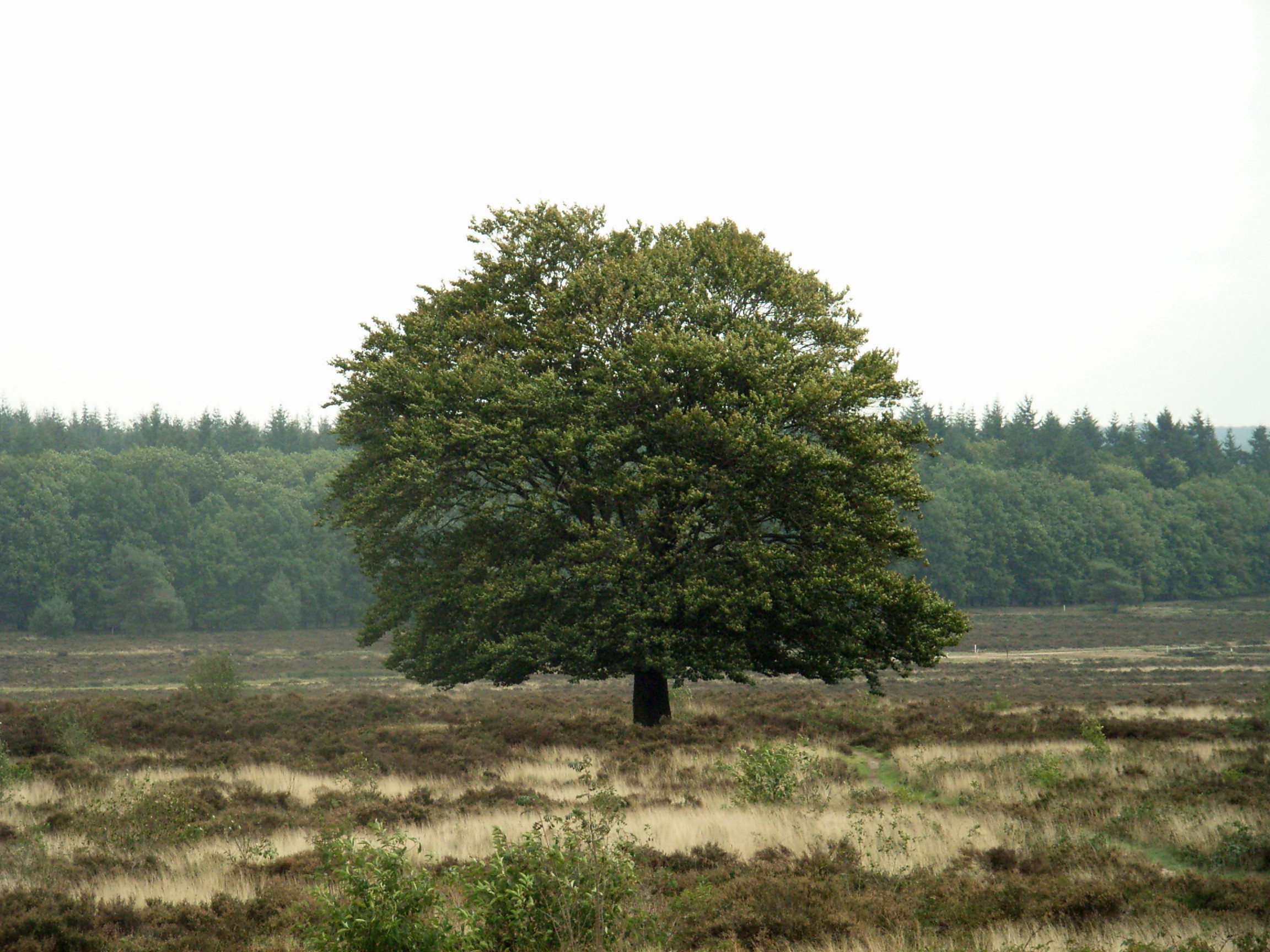
Drieberg